# Ichneumon marginatus
Ichneumon marginatus är en stekelart som beskrevs av Gmelin 1790. Ichneumon marginatus ingår i släktet Ichneumon och familjen brokparasitsteklar. Inga underarter finns listade i Catalogue of Life.